# Батковићи (Горажде)
Батковићи је насељено мјесто у граду Горажду, Босна и Херцеговина.

## Становништво
|        | 2013.      | 1991.      | 1981.       | 1971.       |
| Укупно | 0 (0,000%) | 4 (100,0%) | 21 (100,0%) | 18 (100,0%) |
| Срби   | –          | 4 (100,0%) | 21 (100,0%) | 18 (100,0%) |